# Silver Dollar Group
El Silver Dollar Group (Grupo Dólar de Plata) fue un grupo vástago del grupo de blancos nacionalistas y terroristas Ku Klux Klan, compuesto de células que llevaban a cabo actos violentos a favor de los objetivos del Klan. El grupo fue fundado en su mayoría en Misisipi y Luisiana y fue nombrado porque sus integrantes llevaban consigo un dólar plateado, lo que se convirtió en la forma de identificación de los mismos. Se cree que el grupo estaba formado por alrededor de 20 miembros. El grupo fue fundado en 1964 en el hotel Shamrock Motor, en Vidalia, Luisiana por Raleigh Jackson "Red" Glover,en medio de la insatisfacción por la falta de acción de los grupos del Klan en la región.
El grupo mató a un hombre de color, Frank Morris, prendiéndolo fuego junto a su tienda, en Ferriday, Luisiana, y se sospecha que tuvo participación en dos ataques de coches bomba de líderes de la NAACP en Natchez, Misisipi, más específicamente los de George Metcalfe y Wharlest Jackson.Morris era dueño de una tienda de reparación de zapatos en Ferriday y murió en su interior luego de que ésta fuera intencionalmente incendiada. Se sospecha que el grupo también estuvo involucrado en la desaparición y muerte de un empleado de color del hotel Shamrock, Joseph Edwards. Algunos miembros de las fuerzas policiales locales eran miembros del Grupo Dólar de Plata, incluidos los oficiales del Departamento del Sheriff de Concordia Parish, Frank DeLaughter y Bill Ogden. .

## Juicio de 2007
En 2007, un miembro del Grupo Dólar de Plata, James Ford Seale, fue acusado y condenado por el secuestro, en mayo de 1964, de Henry Hezekiah Dee y Charles Eddie Moore, dos hombres de color de Meadville, Misisipi.